# Royale Union Saint-Gilloise
Royale Union Saint-Gilloise je belgický fotbalový klub sídlící v bruselské městské čtvrti Forest, nesoucí však jméno sousední čtvrti Saint-Gilles. Patřil k nejlepším klubům v Belgii před 2. světovou válkou. Získal tehdy 11 mistrovských titulů (1903-04, 1904-05, 1905-06, 1906-07, 1908-09, 1909-10, 1912-13, 1922-23, 1932-33, 1933-34, 1934-35) a dvakrát vyhrál belgický pohár (1912-13, 1913-14). Po válce vyklidil pozice, ale do novodobých evropských pohárů přece jen zasáhl, to když byl vybrán reprezentovat Belgii ve Veletržním poháru, v němž zpočátku hrál větší roli veletržní charakter města než výkonnost v ligové soutěži. A dosáhl zde i úspěchu, v druhém ročníku hraném v letech 1958-60 se probojoval do semifinále. 
13. března 2021, poté co porazil místního rivala R.W.D. Molenbeek, postoupil klub po 48 letech zpět do první belgické ligy. V sezóně 2024/25 získal klub svůj v pořadí 12. titul mistra Belgie.

## Soupiska
| Číslo |                                | Pozice | Hráč               |
| ----- | ------------------------------ | ------ | ------------------ |
| 1     | Konžská demokratická republika | B      | Nicaise Kudimbana  |
| 2     | Belgie                         | O      | Pietro Perdichizzi |
| 3     | Belgie                         | O      | Kevin Kis          |
| 5     | Belgie                         | O      | Gregoire Neels     |
| 6     | Švédsko                        | Z      | Jacob Hermansson   |
| 7     | Mali                           | Ú      | Mamadou Diallo     |
| 8     | Kamerun                        | Ú      | Serge Tabekou      |
| 9     | Belgie                         | Ú      | Roman Ferber       |
| 10    | Belgie                         | Ú      | Augusto Silva      |
| 11    | Belgie                         | Z      | Mathias Fixelles   |
| 14    | Belgie                         | O      | Axel Leers         |
| 16    | Belgie                         | Z      | Charles Morren     |
| 17    | Belgie                         | B      | Adriano Cipollina  |
| 19    | Belgie                         | Z      | Kenneth Houdret    |

| Číslo |                                | Pozice | Hráč                                   |
| ----- | ------------------------------ | ------ | -------------------------------------- |
| 20    | Konžská demokratická republika | Z      | Héritier Luvumbu                       |
| 21    | Belgie                         | O      | Gertjan Martens                        |
| 23    | Konžská republika              | O      | Jordan Massengo                        |
| 26    | Belgie                         | B      | Adrien Saussez                         |
| 27    | Belgie                         | Z      | Jonathan Kindermans (host. z Mechelen) |
| 28    | Belgie                         | O      | Soufiane El Banouhi                    |
| 29    | Francie                        | O      | Thibault Peyre                         |
| 50    | Belgie                         | O      | Anas Hamzaoui                          |
| 77    | Belgie                         | Ú      | Christophe Bertjens                    |
| 79    | Belgie                         | O      | Ayrton Mboko                           |
| 93    | Belgie                         | Z      | Julien Vercauteren                     |
| 94    | Belgie                         | Ú      | Nathan Kabasele (host. z Gaziantep)    |
|       | Japonsko                       | Ú      | Shuntaro Koga                          |